# Bartók János (unitárius lelkész)
Bartók János (szentiványi) (Torockó, 1670 körül – Torda, 1710. július 18.) erdélyi magyar unitárius lelkész, tanító.

## Élete
Torockói származású volt és a tordai iskolából 1689 októberében jött a kolozsvári kollégiumba; 1695. április 27-étől 1696. április 18-áig iskolafőnök volt Kolozsvárott, amikor rektornak ment Bölönbe; de innen 1698. június 15-én Tordára helyezték át ugyanazon minőségben. 1706. április 11-étől a rektorság mellett a papi hivatalt is viselte. 1707-ben II. Rákóczi Ferencet követve, a tordai unitáriusokkal Magyarországra menekült. Valószínűleg 1709-ben tért vissza Erdélybe, ahol tordai kőházát és teljes vagyonát áldozta az unitárius templom és iskola újjáépítésére. 1710-ben pestisben halt meg.
Az unitáriusoknak vallástételek című confessióját 1708. január 19-e és május 25-e között Mándokon írta Tordai Szaniszló Zsigmonddal együtt, Károlyiné Barkóczy Krisztina kérésére. Egyes szerzők kizárólag Bartók Jánosnak tulajdonítják, de Uzoni Fosztó István egyértelművé teszi az írás közös voltát. A művet Uzoni Fosztó István Historia Ecclesiastica című kézirata is tartalmazza. Károlyiné odaadta a Confessiót Demeter Mártonnak véleményezésre és katolikus szempontú cáfolatára. Demeter Márton könyve, amely 1732-ben jelent meg nyomtatásban A Szent Háromságnak az, az, az Atyának, és Fiúnak, és Szent Léleknek. Három Valóságos Isteni Személyeknek Egy Igaz, örök, és Egyenlő Istenségekről való, Római közönséges, és Apostoli Anyaszentegyházának egy igaz, tökéletes, és egyedül üdvösséges Hite, Vallása, és Tudománya címen tartalmazza a szakaszokra bontott Confessiót, és az ezekre adott katolikus válaszokat.